# Mi tierra (canción de Nino Bravo)
«Mi tierra» es una canción compuesta por Augusto Algueró y Gefingal en 1972. Se trata de una canción que se hizo popular en la voz del cantante español Nino Bravo, dando título a uno de sus álbumes. Esta canción fue presentada al VII Festival Internacional de la Canción de Río de Janeiro (1972) como representación española en la voz del citado intérprete, llegando a conseguir el segundo puesto. Nino Bravo quedó muy descontento con la limpieza del festival, según declaraciones realizadas a la prensa de la época, por la violación de las normas por el presidente del jurado. En la final del festival, el cantante español había empatado a puntos con David Clayton-Thomas, representante norteamericano. El desempate solo podía realizarlo el voto del presidente Lee Zhito, que al ser de origen norteamericano, estaba obligado a votar al representante español Nino Bravo. Sin embargo, decidió votar por David Clayton-Thomas en contra de las normas del festival, arrebatando la victoria a Nino Bravo.
La letra de la canción habla sobre España, y no sobre Valencia como opinan muchos. La letra habla de montañas mitad fuego (volcán del Teide), mitad nieve (Sierra Nevada, o los Pirineos), tiene naranjos (Valencia) y tres mares que la besan (Mediterráneo, Atlántico y Cantábrico) prueba irrefutable de que la letra habla de España y no de Valencia (bañada únicamente por el Mar Mediterráneo). Esta letra, es un homenaje al territorio español donde Nino demuestra gran cariño por el territorio de su país, pero rechaza el concepto patrio, reemplazándolo por "la tierra del camino". Esto implica recalcar la importancia del territorio "vivido" y no de un concepto vacío 
e impuesto de patria.